# Carposina canescens
Carposina canescens là một loài bướm đêm thuộc họ Carposinidae. Nó là loài đặc hữu của New Zealand.
Sải cánh dài 15–17 mm. 